# Monumento dos Direitos Humanos Universais
O Monumento dos Direitos Humanos Universais é um bem tombado localizado no município de Cuiabá, no Mato Grosso.
O monumento fica situado na Praça da República, no Centro Norte da cidade. Ele foi posto no local em 10 de dezembro de 1998, lembrando os 50 anos da Declaração Universal dos Direitos Humanos. A escultura foi elaborado por Jonas Correia Neto em 1996 e foi posicionada na área pelo Centro de Direitos Humanos Henrique Trindade (CDHHT) juntamente com igrejas e o movimento social. A escultura retrata a Deusa Têmis, símbolo da Justiça.
Correia Neto elaborou o monumento de forma que evidenciasse a injustiça, reunindo as impunidades do país. Nas mãos de Têmis há uma balança desequilibrada, onde pesa o ouro simbolizando a ganância. Sua base é a bandeira brasileira significando que atinge a todo o país. Aos seus pés há um homem negro, velho e desesperançado e uma menina entregue à própria sorte representando a indiferença. Em seu colo repousa um índio morto.
O monumento foi tombado como patrimônio histórico da cidade de Cuiabá em novembro de 1999 através da lei n.º 3.904 proposta pelo vereador Aurélio Augusto.